# آداما بارو
آداما بارو (به انگلیسی: Adama Barrow؛ زادهٔ ۱۶ فوریهٔ ۱۹۶۵) رئیس جمهور سوم و کنونی کشور گامبیا است. او در دسامبر ۲۰۱۶ پیروز انتخابات ریاست‌جمهوری گامبیا شد و به ریاست ۲۲ سالهٔ یحیی جامع پایان داد. بارو از اعضای حزب دموکراتیک متحد گامبیا است. او پیش از آغاز کارزار انتخاباتی‌اش، خزانه‌دار حزب بود و بنگاه معاملات املاک داشت.
او در لندن در زمینهٔ معاملهٔ املاک تحصیل کرده و همزمان برای تأمین مخارجش در فروشگاه لوازم خانگی آرگوس به عنوان نگهبان مشغول به کار بوده‌است.